# Conrad Aiken

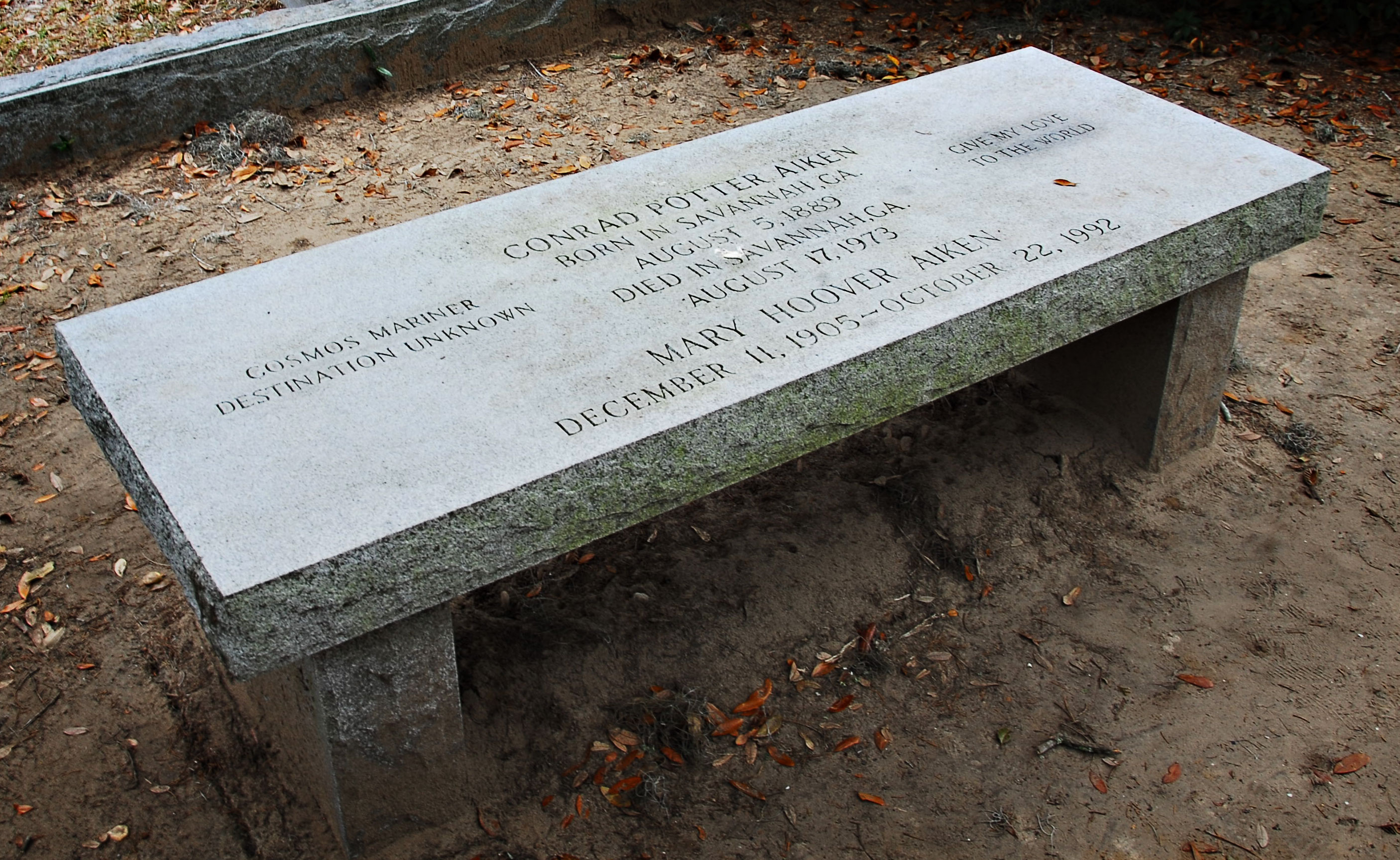
Bänk vid Conrad Aikens grav på Bonaventure Cemetery i Savannah, Georgia.

Conrad Potter Aiken, född den 5 augusti 1889 i Savannah, Georgia, död där den 17 augusti 1973, var en amerikansk författare.

## Biografi
Aiken avlade 1912 en akademisk examen vid Harvard University, där han lärde känna bland andra T.S. Eliot. Han var sedan tre år på resor, vistades i England 1921–1928 och från 1930 och fram till andra världskriget.
Aiken, som skrev poesi, romaner och noveller samt litterära studier, gjorde sina främsta insatser inom lyriken. I sin mogna, starkt esoteriska diktning försökte han skapa en "absolut" poesi, för vilken han hämtade mönster i musiken. Hans lyrik är sensuell, psykologisk och filosofisk. Den har haft en viss betydelse för mellankrigslyriken i USA.